# Le Hom
Le Hom é uma comuna francesa na região administrativa da Normandia, no departamento de Calvados. Estende-se por uma área de 46,93 km². Em 2010 a comuna tinha 3 708 habitantes (densidade: 79 hab./km²).
A municipalidade foi estabelecida em 1 de janeiro de 2016 e consiste na fusão das antigas comunas de Thury-Harcourt, Caumont-sur-Orne, Curcy-sur-Orne, Hamars e Saint-Martin-de-Sallen. A comuna tem sua prefeitura em Thury-Harcourt.